# Keith Campbell (Biologe)
Keith H. S. Campbell (* 23. Mai 1954 in Birmingham; † 5. Oktober 2012 in Nottingham) war ein britischer Zellbiologe und Embryologe, der seit 1999 an der Universität Nottingham lehrte. Er war vor allem für seine Rolle in der Klonung des Schafes Dolly bekannt.

## Leben
Campbell wuchs in Birmingham auf. Nach der Schule machte er eine Ausbildung zum Medizintechniker mit Spezialisierung in Mikrobiologie. Anschließend erwarb er den Bachelorgrad im  Fach Mikrobiologie am Queen Elizabeth College der Universität London. Nach einem Aufenthalt im Jemen promovierte er mittels eines Marie-Curie-Stipendiums an der Universität Dundee in Schottland. Der Titel seiner Dissertation lautete „Aspects of cell cycle control in Yeast and Xenopus“ (Aspekte der Zellzykluskontrolle bei Hefe und Krallenfröschen).
Campbell starb am 5. Oktober 2012 im Alter von 58 Jahren, nachdem er sich in seinem Schlafzimmer nach starkem Alkoholkonsum versehentlich erhängt hatte. Bei der Untersuchung wurde festgestellt, dass er nicht beabsichtigt hatte, sich umzubringen. Er wurde im Krematorium Bretby in Derbyshire eingeäschert und hinterließ seine Frau Kathy und zwei Töchter.

## Wissenschaftliche Arbeit
Nach zwei Postdoc-Stellen begann Campbell 1991 am Roslin-Institut zu forschen, wo er zusammen mit Ian Wilmut Experimente zur Erzeugung von Säugetier-Embryos mittels Zellkerntransfer durchführte. 1995 gelang die Erzeugung zweier Welsh Mountain-Lämmer (Megan und Morag), welche die ersten aus ausdifferenzierten Zellen geklonten Säugetiere waren. Im Jahr 1996 gelang zum ersten Mal das Klonen eines Säugetiers aus Zellen eines ausgewachsenen Individuums, wodurch das Schaf Dolly gezeugt wurde, was weltweite Aufmerksamkeit in den Medien hervorrief. Im Jahr 2006 erklärte Ian Wilmut vor einem Untersuchungsausschuss, dass Campbell an diesem Erfolg der größte Anteil zukomme. Mit dem Schaf Dolly gelang erstmals die Erzeugung eines aus einer in Kultur genetisch veränderten Zelle geklonten Säugers.
1997 wechselte Campbell zu PPL Therapeutics, einer Firma die auf die Produktion von Therapeutika aus der Milch transgener Tiere spezialisiert ist, wo er Leiter der embryologischen Abteilung wurde. 1999 nahm er einen Ruf als Professor für tierische Entwicklungsbiologie an die Universität Nottingham an, wo er seitdem an der Entwicklungsbiologie sowie der biotechnologischen Manipulation von Embryonen forschte.
2008 erhielt er (zusammen mit Wilmut und Shin’ya Yamanaka) den Shaw Prize.